# 忒珀卡努河州立公園
忒珀卡努河州立公園（英語：Tippecanoe River State Park）是美国印第安纳州普拉斯基县的一个州立公园，成立于1943年。当时国家公园管理局将該片土地赠予印第安纳州自然保护部，以成州立公园。沿河的其他土地區域成为威纳马克魚類和野生動物區。 
该公园以古老的北美喬松树林而闻名，並且在忒珀卡努河上保留了超过2英里（3公里）的未受干扰的湿地海岸线，在2018年至2019年间共吸引了约127,495名遊客到訪。 